# Food Hydrocolloids
Food Hydrocolloids (abrégé en Food Hydrocolloids) est une revue scientifique à comité de lecture qui a pour objectif de présenter des articles de recherche dans le domaine de l'utilisation des macromolécules dans l'alimentation.
D'après le Journal Citation Reports, le facteur d'impact de ce journal était de 4,09 en 2014. L'actuel directeur de publication est P. A. Williams (Université de Glyndwr, Pays de Galles).